# 乾草市場 (倫敦)

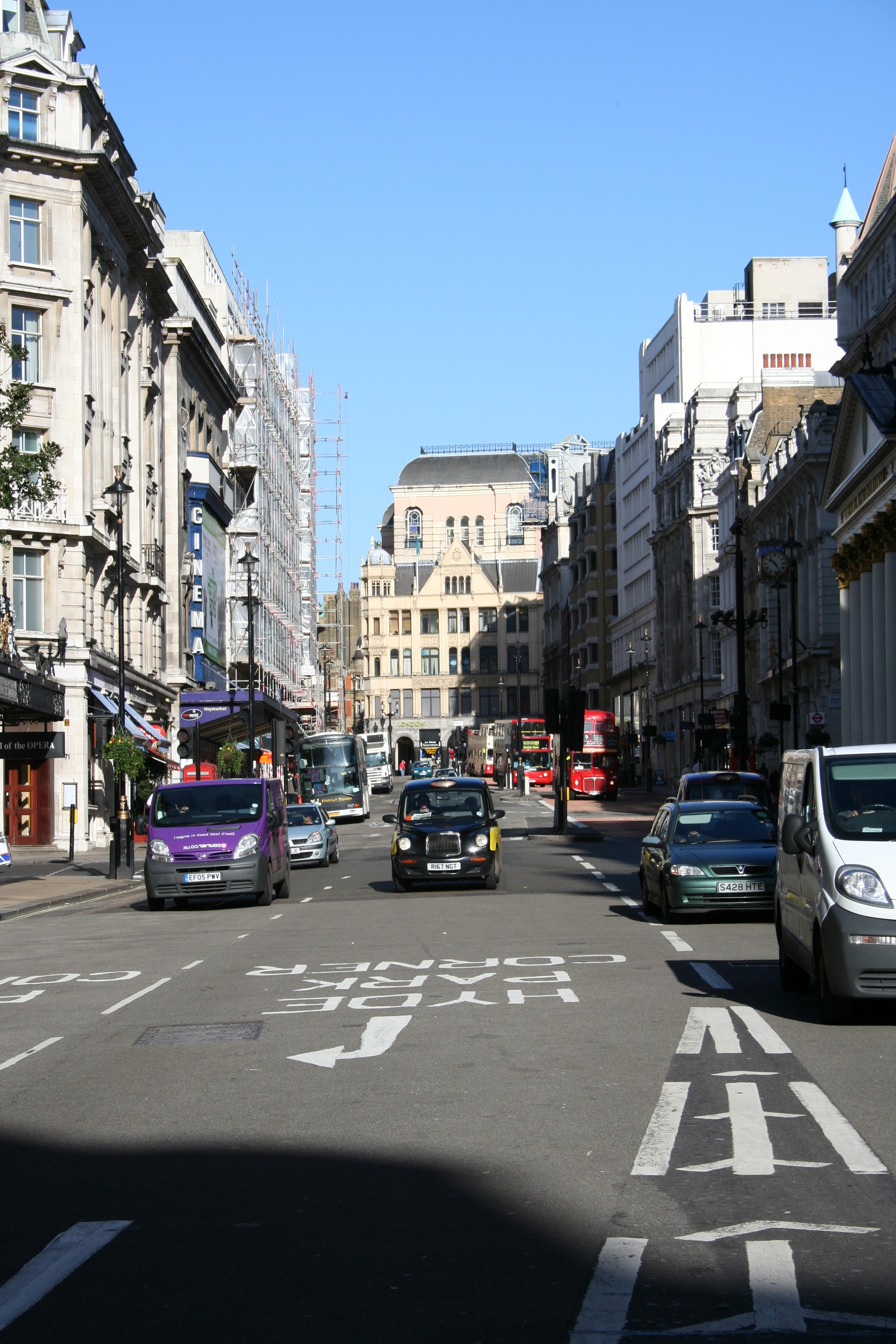
乾草市場

乾草市場（英語：Haymarket）是倫敦西敏市聖詹姆斯地區的一條街道。這一地區聚集了眾多種類不同的餐廳，並且也是乾草劇院等知名劇場的所在地，使得乾草市場成為倫敦西區戲劇界的中心。
51°30′30″N 0°07′52″W / 51.50833°N 0.13111°W
1. ↑  .   [2023-05-27]. （原始内容存档于2023-05-27） （英语）.